# Castle Rock (kulle i Antarktis, lat -62,79, long -61,58)
Castle Rock är en kulle i Antarktis. Den ligger i Sydshetlandsöarna. Argentina, Chile och Storbritannien gör anspråk på området. Toppen på Castle Rock är 175 meter över havet.
Terrängen runt Castle Rock är huvudsakligen platt, men den allra närmaste omgivningen är varierad. Havet är nära Castle Rock västerut. Trakten är obefolkad. Det finns inga samhällen i närheten. 